# Széchenyi-hegy
Széchenyi-hegy är en kulle i Ungerns huvudstad Budapest. Toppen på Széchenyi-hegy är 430 meter över havet.

## Galleri

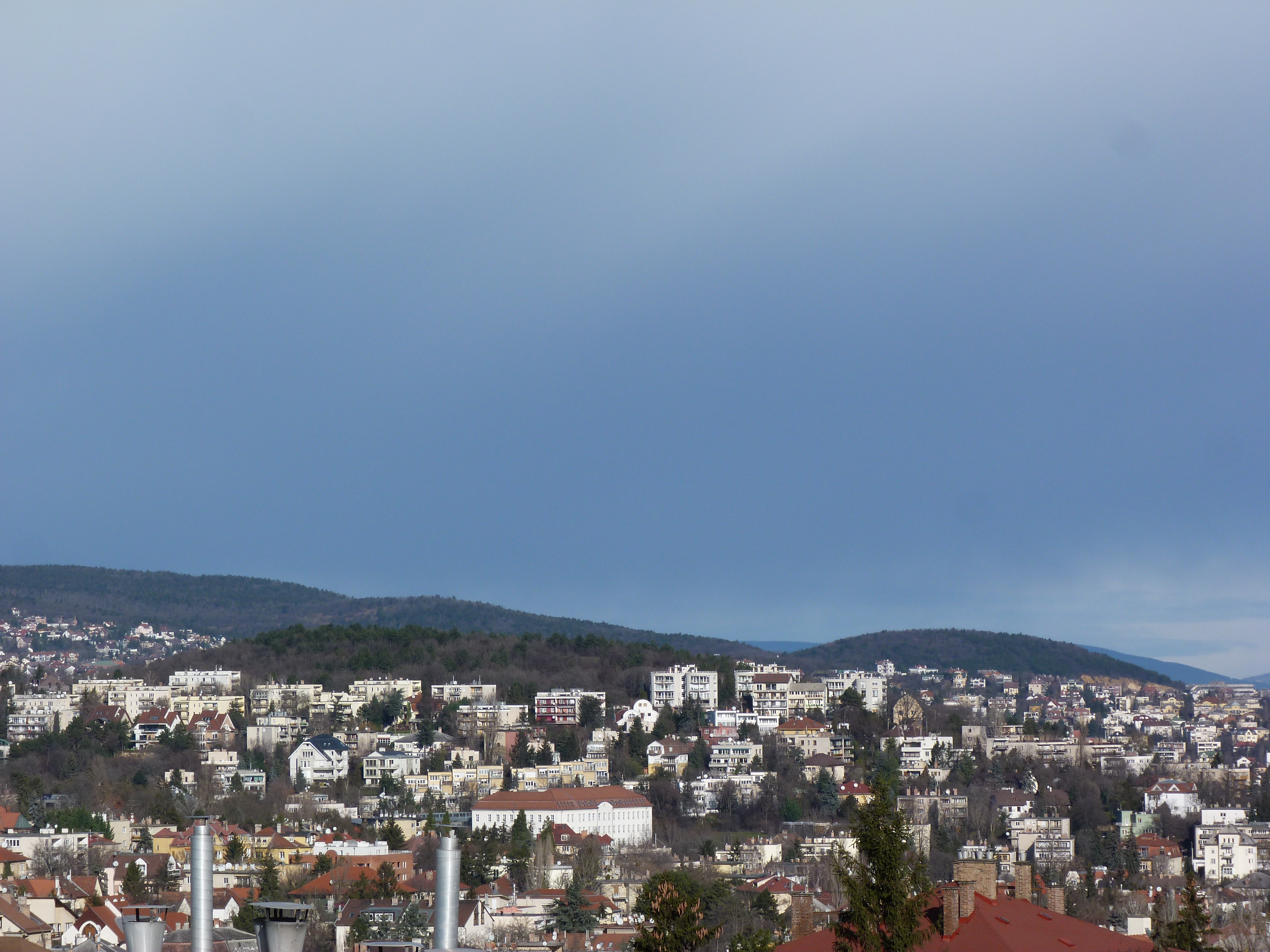
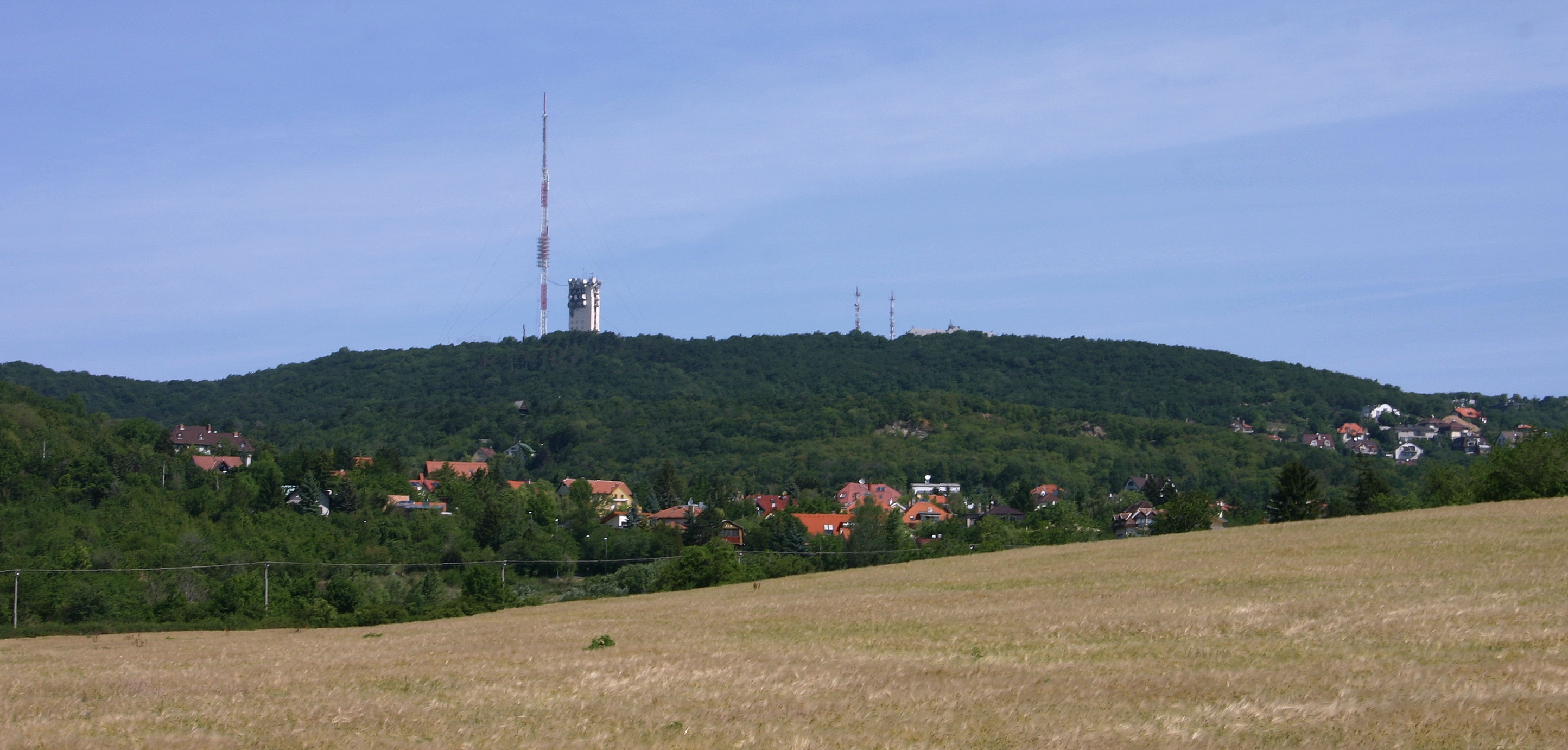
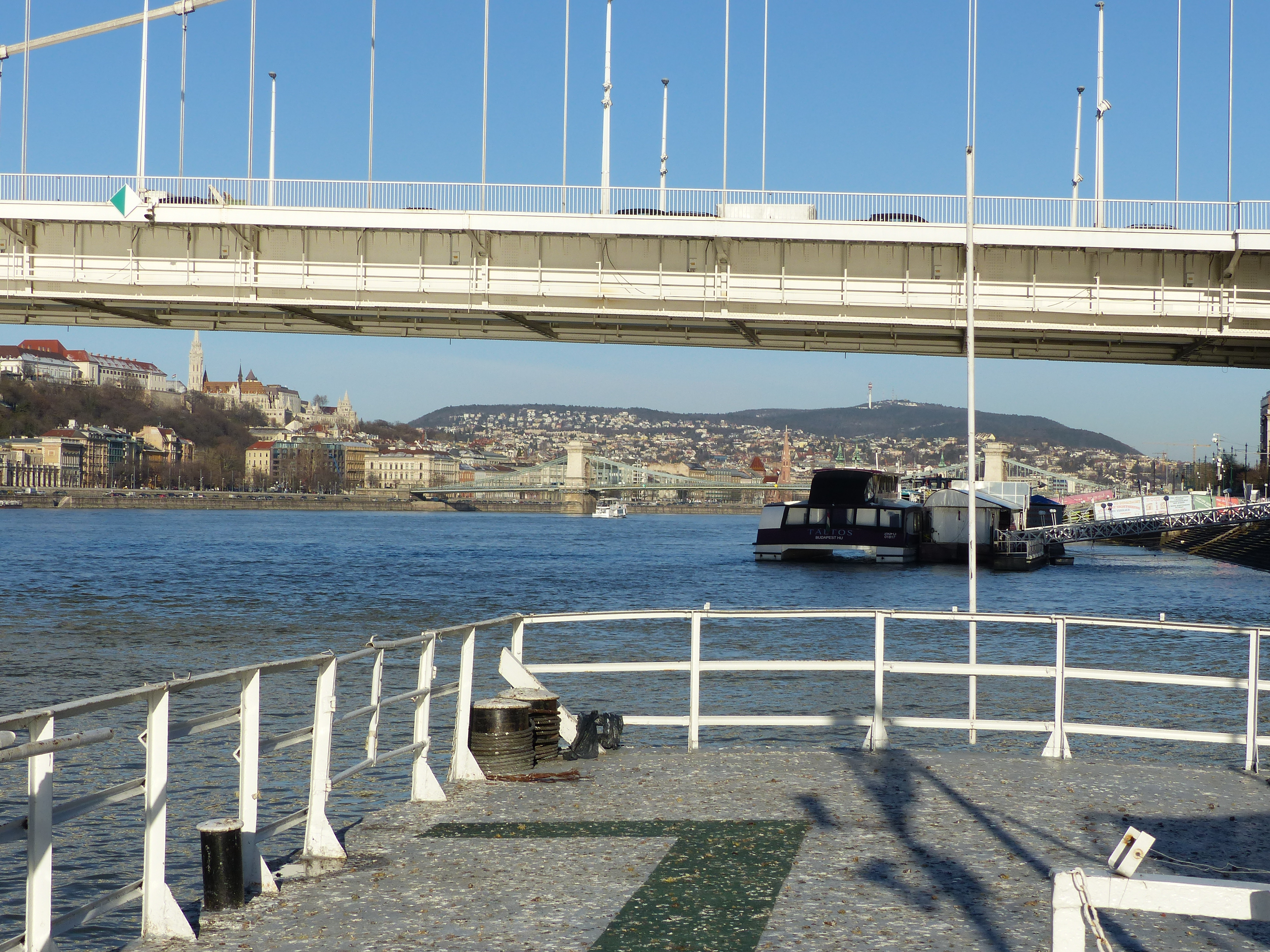